# Thriophora ovulata
Thriophora ovulata är en fjärilsart som beskrevs av Edward Meyrick 1911. Thriophora ovulata ingår i släktet Thriophora och familjen stävmalar. Inga underarter finns listade i Catalogue of Life.